# Menjamel embridat
El menjamel embridat (Bolemoreus frenatus) és un ocell de la família dels melifàgids (Meliphagidae).

## Hàbitat i distribució
Viu a la selva pluvial de les terres altes al nord-est de Queensland.